# Astragalus pseudocyclophyllus
Astragalus pseudocyclophyllus är en ärtväxtart som beskrevs av Karl Heinz Rechinger. Astragalus pseudocyclophyllus ingår i släktet vedlar, och familjen ärtväxter. Inga underarter finns listade i Catalogue of Life.